# Groń (Beskid Sądecki)
Groń (822 m) – szczyt  w Beskidzie Sądeckim. Znajduje się w  Paśmie Jaworzyny w bocznym grzbiecie opadającym na południe od głównej grani tego pasma do Popradu. W grzbiecie tym, oddzielającym dolinę potoku Jaworzyna od doliny Łomniczanki i jej dopływu Mała Łomnicka, kolejno od południa znajdują się: Kicarz (704 m), Granica (714 m), Groń (822 m). 
Groń jest to mało wybitny garb w grzbiecie. Wznosi się nad miejscowościami Kokuszka i Łomnica-Zdrój. Stoki wschodnie są zalesione, grzbiet i stoki zachodnie są częściowo bezleśne. Nazwa groń jest często spotykana w Karpatach. Jest pochodzenia wołoskiego, w gwarze podhalańskiej oznacza "wyniosły brzeg rzeki lub potoku". Przez szczyt prowadzi szlak turystyki pieszej, grzbietem poniżej szczytu szlak rowerowy.

## Szlaki turystyczne
żółty szlak z Piwnicznej-Zdroju przez Granicę, Groń i Przełęcz Bukowina na Halę Pisaną
 – rowerowy z Kokuszki przez Groń, Granicę i Bucznik do Piwnicznej-Zdroju